# Hodgkinsonia frutescens
Hodgkinsonia frutescens là một loài thực vật có hoa trong họ Thiến thảo. Loài này được C.T.White mô tả khoa học đầu tiên năm 1942.